# Парамагнетизъм
Пàрамагнетизъм е форма на магнетизъм, която се проявява единствено при наличието на външно магнитно поле. Парамагнитните материали реагират на външното магнитно поле, но много слабо и за разлика от феромагнитните материали не се намагнитват под негово въздействие – при излизането им от полето магнитните им свойства изчезват.
Терминът „парамагнетизъм“ е въведен от Майкъл Фарадей през 1845 г., който разделя всички вещества (с изключение на феромагнетиците) на диа- и парамагнитни.
Атомите (молекулите или йоните) на един парамагнетик притежават собствен магнитен момент, който под действието на външно поле се ориентира по посока на полето и така създават резултантно поле, превишаващо външното. В отсъствието на външно магнитно поле парамагнетикът не е намагнитен, тъй като поради топлинното движение собствените магнитни моменти на атомите са ориентирани напълно хаотично.
Към парамагнетиците се отнасят алуминият (Al), платината (Pt), много други метали (алкални и алкално-земни метали, а така също и техните сплави), кислородът (О2), азотният оксид (NO), мангановият оксид (MnO), железният хлорид (FeCl2) и др.
Феромагнитните и антиферомагнитните вещества се превръщат в парамагнитни при температури, превишаващи съответно, температурата на Кюри или на Неел (температура на фазовия преход в парамагнитно състояние)
Възбуждането на изолирани молекули, атоми или йони на парамагнетик, внедрени в кристална решетка или аморфна среда от друго вещество е в основата на аналитичния метод електронно-спинов резонанс.